# Чеч
Чеч или Чечко је историјско-географски регион који деле Бугарска и Грчка. Подручје захвата око 60 села која су великом већином насељена Помацима, осим у грчком делу, где живе хришћански Грци.

## Географија
Подручје Чеча се налази унутар региона Македоније, у западном делу Родопских планина и на северним обронцима планине Фалакро. Према географу Василу Канчову, западну границу Чеча чини река Дабница, а источну река Доспат.
Подручје се историјски дели у Драмски Чеч и Невропски Чеч. Целокупни Драмски Чеч се налази на територији Грчке, а Невропски се само малим делом налази на грчкој а остатак на бугарској територији.

## Насељена места у Бугарској
- Општина Сатовча: Боголон, Ваклиново, Валкосел, Годешево, Долен, Жижево, Кочан, Крибул, Осина, Плетена, Сатовча, Слаштен, Туховишта, Фаргово.
- Општина Доспат: Барутин, Браштен, Доспат, Змејца, Касак, Љупча, Цранча, Чавдар.
- Општина Гармен: Гармен, Дабница, Дебрен, Долно Дријаново, Крушево, Ореше, Хвостијане,
- Општина Хаџидимово: Абланица, Беслен, Блатска, Теплен, Хаџидимово.
- Општина Велинград: Сарница.

## Насељена места у Грчкој
- Општина Сидиронеро: Каликарпо (Ловча), Оропедио (Владиково), Пападес (Попово Село), Сидиронеро (Осеница), Скалоти (Либан).
- Општина Неврокопи: Ахладеа (Блачен), Потами (Борово), Делта (Витово), Микроклисура (Горна Лакавица), Ахладомилија (Дебрен), Микромилија (Остица), Персама (Странен), Пагонери (Черешово), Волакс (Волак).

У грчком делу Чеча се још налазе и око 30 напуштених села.

## Етнографија
Чеч је углавном насељен Помацима. Помаци из грчког дела Чеча су исељени између осталог у Турску 1920-их година, а на њихово место су се населили Грци из Турске.